# Xerospermophilus
Genre
Synonymes
- Spermophilus (Xerospermophilus) Merriam, 1892 (préféré par BioLib)[2]

Xerospermophilus est un genre de rongeurs de la famille des Sciuridés et de la sous-famille des Xerinae.

## Liste des espèces
Selon ITIS (9 juin 2019) :
- Xerospermophilus mohavensis (Merriam, 1889) - Spermophile mohave[4]
- Xerospermophilus perotensis (Merriam, 1893) - Spermophile de Perote[4]
- Xerospermophilus spilosoma (Bennett, 1833) - Spermophile tacheté [4]
- Xerospermophilus tereticaudus (Baird, 1858) - Écureuil terrestre à queue ronde[4]